# Saint-Ciers-sur-Gironde
Saint-Ciers-sur-Gironde è un comune francese di 3 202 abitanti situato nel dipartimento della Gironda nella regione della Nuova Aquitania.

## Società

### Evoluzione demografica
Abitanti censiti